# Abarognosis
Abarognosis o abarognosia es un término médico que se refiere a una pérdida de la capacidad de detectar el peso de un objeto que se sostiene con la mano o decir la diferencia de peso entre dos objetos distintos. Es un trastorno que puede ser causado por daños en el lóbulo parietal  del cerebro y se manifiesta en el lado opuesto del cerebro al lado que presenta el déficit. 